# Bukowice (powiat milicki)
Bukowice (niem. Frauenwaldau) – wieś w Polsce położona w województwie dolnośląskim w powiecie milickim, w gminie Krośnice.

## Podział administracyjny
W latach 1954–1972 wieś należała i była siedzibą władz gromady Bukowice. W latach 1975–1998 miejscowość należała administracyjnie do województwa wrocławskiego.

## Nazwa
Nazwa miejscowości wywodzi się najprawdopodobniej od nazwy drzewa buk. W księdze łacińskiej Liber fundationis episcopatus Vratislaviensis (pol. Księga uposażeń biskupstwa wrocławskiego) spisanej za czasów biskupa Henryka z Wierzbna w latach 1295–1305, miejscowość wymieniona jest w zlatynizowanej formie Buchowycze villa. W alfabetycznym spisie miejscowości na terenie Śląska wydanym w 1830 roku we Wrocławiu przez Johanna Knie wieś występuje pod polską nazwą Bukowicze oraz nazwą niemiecką Frauwaldau.

## Demografia
Według Narodowego Spisu Powszechnego (III 2011 r.) we wsi mieszka 1651 osób. Ludnością ustępuje jedynie Krośnicom (1820 mieszkańców).

## Położenie
Bukowice leżą 20 km od Milicza, 45 km od centrum Wrocławia. Wieś położona jest częściowo na terenie parku krajobrazowego Dolina Baryczy. Od wschodu graniczy z miejscowością Lędzina, od północy z miejscowością Pierstnica, a od zachodu z miejscowością Łazy Wielkie. Wieś jest jedną z najdłuższych polskich miejscowości, bowiem ciągnie się na przestrzeni aż 5,3 kilometra.

## Charakterystyka wsi
W miejscowości są sklepy wielobranżowe, zespół szkół, gminny zespół kultury i bibliotek, apteka, agencja pocztowa, niepubliczny zakład opieki zdrowotnej, przystanki PKS i PKP. W zespole szkół Bukowicach dzieci i młodzież uczą się od klas zerowych aż do końca gimnazjum. W Bukowicach znajduje się klub  sportowy LZS Orion Branda Bukowice, którego zawodnicy biorą udział w rozgrywkach 3 ligi tenisa stołowego mężczyzn. 

## Zabytki
Do wojewódzkiego rejestru zabytków wpisana jest:
- zagroda nr 14, z początku XIX w.
  - dom
  - dwa budynki gospodarcze

inne zabytki:
- kościół parafialny pw. Wniebowzięcia Najświętszej Marii Panny, barokowy, z lat 1803-1806
- plebania z roku 1810, obok kościoła